# 松ケ島西
松ケ島西（まつがしまにし）は、千葉県市原市の五井地区にある町丁。現行行政地名は松ケ島西一丁目。郵便番号は290-0036。

## 概要
千葉県市原市の五井地区にある町丁である。人口が3人以下のため県の統計には人口が表記されていない。北は玉前西、東は出津西及び五井西、南は青柳北、西は千種海岸と接する。

## 歴史

### 沿革
- 1963年（昭和38年）5月1日 - 市原市市制施行に伴い市原市五井地区の一部となる[7]。

## 世帯数と人口
2023年（令和5年）4月1日現在の世帯数と人口は以下の通りである。
| 町丁字         | 世帯数 | 人口 |
| -------------- | ------ | ---- |
| 松ケ島西一丁目 | 3世帯  | 3人  |

## 通学区域
市立小学校・市立中学校と県立高等学校の通学区域は以下の通りである。
| 町丁字         | 範囲 | 小学校             | 中学校             | 県立高校 |
| -------------- | ---- | ------------------ | ------------------ | -------- |
| 松ケ島西一丁目 | 全域 | 市原市立千種小学校 | 市原市立千種中学校 | 第9学区  |

## 施設
- 市原市下水道センター